# 都賀田勇馬
都賀田 勇馬（つがた ゆうま、1891年（明治24年）- 1981年（昭和56年）6月20日）は、日本の彫刻家である。

## 経歴・人物
石川県金沢市の生まれ。中学時代は素行不良により数回転校を繰り返し、多くの中学校にて学んだ。後に青木外吉からの推薦により、石川県立工業高等学校に入学し彫刻家としての活動を始める。卒業後は東京美術学校（現在の東京芸術大学）に入学し、卒業後は帝展出品のために動物や歴史上の人物、仏像等幅広い分野の彫刻像の製作にあたった。
しかし帝展への出品までには7度出品されたもののいずれも落選し、1920年（大正9年）に開催された第8回帝展でようやく入選されるという苦戦の人生を送る。入選後は朝倉文夫の門人となり、師匠の技法を元に彫刻を学んだ。この業績もあり多くの賞を受賞する。1938年（昭和13年）には石川県工芸指導所内の窯業課長に就任する。その後は九谷焼の製作や彫刻家の育成にも携わり、1941年（昭和16年）に彫刻家としての活動を引退した。1950年（昭和25年）には日展審査員を務め、翌1951年（昭和26年）には小松市にてハニベ大仏の建設に携わった。

## 受賞歴
- 特選 - 1947年（昭和22年）に開催された日展にて受賞[1]。

## 作品

安宅の関跡に所在する都賀田が制作した人物像（中央は弁慶、左は源義経、右は富樫泰家）

### 人物像
- 『弁慶・富樫の像』- 安宅の関跡に所在[2]。
- 『銭屋五兵衛の像』- 金石銭五公園内に所在[2]。

### 動物像・その他
- 『干支 子』
- 『干支 寅』
- 『天神牛と童子』
- 『牝鹿』
- 『無碍』